# Championnat de Tunisie de football 1952-1953
Navigation
Saison précédente Saison suivante
La saison 1952-1953 du championnat de Tunisie de football, en raison des événements qui ont lieu à la suite de la révolte du 18 janvier 1952, ne reprend pas ; elle est remplacée par un critérium auquel les équipes nationalistes ne prennent pas part. Les équipes qui y participent sont divisées en cinq poules qui donnent les résultats suivants :
- Poule Tunis-Nord 1 (dix clubs) : qualification de l'Olympique de Tunis et du second, l'Union sportive de Ferryville
- Poule Tunis-Nord 2 (huit clubs) : qualification de la Vaillante-Jeunesse de Hammam Lif
- Poule Nord-Ouest (quatre clubs) : qualification du Football Club de Jérissa
- Poule Centre-Sud (trois clubs) : qualification du Sfax railway sport
- Poule Sud-Ouest (six clubs) : qualification du Khanfous Club (Redeyef)

Le second tour donne les résultats suivants :
- Tunis-Nord 1 : victoire de l'Olympique de Tunis sur l'Union sportive de Ferryville
- Nord-Ouest - Tunis-Nord 2 : victoire du Football Club de Jérissa sur la Vaillante-Jeunesse de Hammam Lif

Le troisième tour oppose quatre clubs :
- Critérium Nord : le critérium du Nord est remporté par l'Olympique de Tunis qui bat le Football Club de Jérissa sur le score de 6-0[2]
- Critérium Sud : le critérium du Sud est gagné par le Sfax railways sports aux dépens du Khanfous Club (Redeyef) sur le score de 2-0 (buts de Georges Ellul et Vincent Compagno)[3]

La finale nationale est remportée par le Sfax railways sports qui bat l'Olympique de Tunis sur un score de 2-1 (deux buts de Georges Paraskevas contre un but de Mercury[Qui ?]), ce qui lui permet de représenter la Tunisie au championnat d'Afrique du Nord.